# محیتن‌وسخت
مِحیتن‌وِسخِت (به انگلیسی: Mehytenweskhet) یا مِحتن‌وِسخِت دختر کاهن اعظم رع «حورسائست» و همسر بزرگ سلطنتی پسامتیک یکم است. وی متعلق به دودمان بیست و ششم مصر بود.

## زندگی‌نامه
مِحیتن‌وِسخِت دختر کاهن اعظم رع «حورسائست» بود. گفته شده است که حورسائست کاهن اعظم، در واقع همان شخصی است که احتمالاً به تهارقا خدمت کرده است. اگر چنین باشد حورسائست به عنوان وزیر تهارقا خدمت می‌کرد، در حالی که روابط خود را با نخو دوم در زمانی که دومی حاکم سائیس بود، مستحکم می‌کرد. این موضوع ممکن است به حورسائست این امکان را داده باشد تا به عنوان وزیر، تا زمان سلطنت دامادش پسامتیک یکم در سمت خود باقی بماند.
مِحیتن‌وِسخِت مادر نخو دوم ستایشگر مقدس آمون، نیتوکریس یکم و دختری به نام مریت‌نیت بود. مِحیتن‌وِسخِت به همراه دخترش نیتوکریس یکم در شهر باستانی هابو به خاک سپرده شد.